# Ruellia californica
Ruellia californica är en akantusväxtart som först beskrevs av Joseph Nelson Rose, och fick sitt nu gällande namn av Ivan Murray Johnston. Ruellia californica ingår i släktet Ruellia och familjen akantusväxter. Inga underarter finns listade i Catalogue of Life.